# منطقه توتونگ
منطقه توتونگ (به لاتین: Tutong District) یک استان‌های برونئی در برونئی است که در برونئی واقع شده‌است.

## خصوصیات
منطقه توتنگ ۱٬۱۶۶ کیلومترمربع مساحت و ۴۳٬۸۵۲ نفر جمعیت دارد.